# 亞沃里夫卡河
亞沃里夫卡河（羅馬化：Yavorivka）是烏克蘭西部的河流，屬於赫尼拉河的左支流。該河發源自亞沃里夫以南，流經利維夫州的桑比爾區，河道全長11公里。